# Fanny Loinger
Fanny Loinger, später Fanny Loinger-Nezer, (geboren 29. Mai 1915 in Straßburg, gestorben dort am 13. Mai 1992 ebenda) war eine französische jüdische Krankenschwester und Widerstandskämpferin, die zusammen mit ihrem Bruder Georges Loinger dem Réseau Garel (Lyon, 1942–1944) angehörte. Sie rettete 400 jüdische Kinder vor der Deportation.

## Biographie
Fanny Loinger wurde am 25. Mai 1915 in Straßburg als viertes Kind der in Rumänien geborenen Mina Werzberg und des in Polen geborenen Salomon Loinger in eine siebenköpfige jüdisch-orthodoxe Familie geboren. Ihr Vater verkaufte Möbel und ihre Mutter war Hausfrau.
Fanny Loinger ist eine Schwester von Georges Loinger, (1910 – 2018), Charles Loinger (1920–2020) und von Yvette Loinger, der Mutter von Yardena Arazi. Ihre Schwester Emma (Emilie) Loinger, (1913), Ehefrau von Erich Arnold Lederer, geboren am 25. April 1913 in Diersbourg (Hohberg) in Baden-Württemberg, Franzose durch Einbürgerung, war ebenfalls Mitglied der Résistance. Sie arbeitete seit 1939 beim Kinderhilfswerk OSE. Sie war eine Cousine des Pantomimen Marcel Marceau, der ebenfalls Mitglied der Résistance war.
Alle Loinger-Kinder besuchten in Straßburg die haTikwa, eine zionistische Jugendbewegung.
1936 reiste sie mit einer Einwanderungsbescheinigung in das Mandatsgebiet Palästina, nachdem sie zuvor in Frankreich auf einem Schulbauernhof des HeHalutz gewesen war. Von 1936 bis 1938 war sie Mitglied des Kibbuz Naʿan, (der Bewegung Histadrut ha-Noʿar ha-ʿOved we-ha-Lomed), dessen vier ideologischen Werte und Gründer der Bewegung Zionismus, Sozialismus, Frieden und Demokratie waren.
1938 kehrte sie nach Frankreich zurück, um ihre Ausbildung zur Krankenschwester an der Schule für Krankenschwestern und Sozialarbeiterinnen in Straßburg abzuschließen.

### In der Widerstandsbewegung
Von Straßburg aus ging sie nach Bordeaux und dann nach Périgueux, wohin ein Großteil ihrer Familie flüchtete. Sie arbeitete dort im Krankenhaus der Stadt Straßburg, das in die Gesundheitsstadt Clairvivre (Cité-sanitaire de Clairvivre) (Salagnac), verlegt worden war.
1941 wurde sie von ihrer Freundin Andrée Salomon, Leiterin des Sozialdienstes des Œuvre de secours aux enfants (OSE), angeworben, um sich um ausländische Juden zu kümmern, die in Marseille in den Hotels Bompart und Du Levant Zuflucht gesucht hatten, und auf ein Einwanderungsvisum für die USA warteten. Als diese ausländischen Juden im August 1942 in das Lager Les Milles (Aix-en-Provence) verlegt wurden, beschloss sie, sie als freiwillig Internierte zu begleiten, um die Kinder aus dem Lager zu holen.
Fanny Loinger, genannt Stéphanie Laugier, wurde von Limoges aus die Verantwortliche im Réseau Garel für den Südosten, d. h. die Départements Ardèche, Isère, Drôme, Savoie, Hautes-Alpes, Basses-Alpes. Es gelang ihr 400 Kinder zu retten.

### Nach dem Krieg
Erst nach dem Zweiten Weltkrieg fanden Georges Loinger und Fanny Loinger heraus, dass sie beide in der Résistance und im selben Garel-Netzwerk tätig waren.
Fanny Loinger wurde von der ASO an das American Jewish Joint Distribution Committee (Joint) entsandt, um in Lagern für DPs (Displaced Persons) in Deutschland und Österreich zu arbeiten. Sie begleitete 350 Kinder und Jugendliche, die das Lager Buchenwald überlebt hatten, in die Schweiz, damit sie dort medizinisch versorgt wurden. Sie war Leiterin des Kinderheims Hausmanstaetten in der Nähe von Graz in der Steiermark (Österreich).

### Familie
1949 lernte Fanny Loinger den deutschen Juden Heinrich Nezer kennen. Sie heirateten 1950 in Paris und ließen sich in Israel nieder. Sie haben zwei Zwillingstöchter, Irit und Tamar, die am 5. Dezember 1952 geboren wurden. Sie starb am 13. Mai 1992 in Straßburg.

## Ehrungen
- In Créteil erhielt das Sozialpädagogische Zentrum des Hilfswerks für Kinder (OSE) den Namen Sozialpädagogisches Zentrum Fanny-Loinger.[8]

## Bibliographie
- Kathy Hazan & Georges J. Weill: Andrée Salomon, une femme de lumière. Editions Le Manuscrit, Paris 2011, ISBN 978-2-304-03596-4.
- Kathy Hazan.: Rire le jour, pleurer la nuit. Les Enfants cachés dans la Creuse pendant la guerre (1939-1944). Calmann-Lévy, Paris 2014, ISBN 978-2-7021-5620-9.
- André-Pierre Chavatte: Douzillac. 1939-1945: Evacués et Réfugiés. Prisonniers de guerre allemands. BoD-Books on Demand, Paris 2014, ISBN 978-2-322-01135-3.
- Georges Loinger, Katy Hazan, Michèle Schlanger-Merowka: L’odyssée d’un résistant. témoignage d’un centenaire, enfant d’Alsace. Ovadia, Nizza 2014, ISBN 978-2-36392-088-1.